# Natação nos Jogos Olímpicos de Verão de 2008 - 10 km masculino
A competição dos 10 km masculino  nos Jogos Olímpicos de Verão de 2008 realizou-se em 20 de Agosto de 2008.

## Medalhistas
| Ouro   | NED Maarten van der Weijden |
| Prata  | GBR David Davies            |
| Bronze | GER Thomas Lurz             |

## Resultados
| Rank | Nome                        | País                | Tempo      | Tempo Dif. 1º Classif. | Notas |
| ---- | --------------------------- | ------------------- | ---------- | ---------------------- | ----- |
|      | Maarten van der Weijden     | NED Países Baixos   | 1:51:51.6  |                        |       |
|      | David Davies                | GBR Grã-Bretanha    | 1:51:53.1  | 1.5                    |       |
|      | Thomas Lurz                 | GER Alemanha        | 1:51:53.6  | 2.0                    |       |
| 4    | Valerio Cleri               | ITA Itália          | 1:52:07.5  | 15.9                   |       |
| 5    | Evgeny Drattsev             | RUS Rússia          | 1:52:08.9  | 17.3                   |       |
| 6    | Petar Stoychev              | BUL Bulgária        | 1:52:09.01 | 17.5                   |       |
| 7    | Brian Ryckeman              | BEL Bélgica         | 1:52:10.7  | 19.1                   |       |
| 8    | Mark Warkentin              | USA Estados Unidos  | 1:52:13.0  | 21.4                   |       |
| 9    | Chad Ho                     | RSA África do Sul   | 1:52:13.1  | 21.5                   |       |
| 10   | Erwin Leon Maldonado Savera | VEN Venezuela       | 1:52:13.6  | 22.0                   |       |
| 11   | Ky Hurst                    | AUS Austrália       | 1:52:13.7  | 22.1                   |       |
| 12   | Igor Chervynskiy            | UKR Ucrânia         | 1:52:14.7  | 23.1                   |       |
| 13   | Francisco Jose Hervas       | ESP Espanha         | 1:52:16.5  | 24.9                   |       |
| 14   | Allan do Carmo              | BRA Brasil          | 1:52:16.6  | 25.0                   |       |
| 15   | Gilles Rondy                | FRA França          | 1:52:16.7  | 25.1                   |       |
| 16   | Spyridon Gianniotis         | GRE Grécia          | 1:52:20.4  | 28.8                   |       |
| 17   | Rostislav Vitek             | CZE República Checa | 1:52:41.8  | 50.2                   |       |
| 18   | Luis Escobar                | MEX México          | 1:53:47.9  | 1:56.3                 |       |
| 19   | Saleh Mohammad              | SYR Síria           | 1:54:37.7  | 2:46.1                 |       |
| 20   | Mohamed Monir               | EGY Egito           | 1:55:17.0  | 3:25.4                 |       |
| 21   | Damian Blaum                | ARG Argentina       | 1:55:4806  | 3:57.0                 |       |
| 22   | Arseniy Lavrentyev          | POR Portugal        | 2:03:39.6  | 11:48.0                |       |
| 23   | Xin Tong                    | CHN China           | 2:09:13.4  | 17:21.8                |       |
|      | Csaba Grecsak               | HUN Hungria         | DNF        | 99:99.9                |       |
|      | Vladimir Dyatchin           | RUS Rússia          | DSQ        | 99:99.9                |       |

DNF - Não terminou
DSQ - Desqualificado